# 왕정 (해머던지기 선수)
왕정(중국어 간체자: 王峥, 정체자: 王崢, 병음: Wáng Zhēng, 한자음: 왕쟁, 1987년 12월 14일~)은 중화인민공화국의 육상 선수로 주 종목은 해머던지기이다. 2020년 하계 올림픽 여자 해머던지기 종목에서 은메달을 획득했고 세계 육상 선수권 대회에서 은메달 1개, 동메달 2개를 획득했다.
현재 여자 해머던지기 아시아 기록을 보유하고 있다.

## 경력
1987년 산시성 바오지시에서 왕펑샹(王风祥)의 딸로 태어났다.
어린 시절부터 또래보다 덩치가 커서 초등학교 졸업 후 바오지 체육중학교에 진학하여 포환던지기와 해머던지기를 배웠다. 이후 바오지 체육고등학교로 진학하면서 해먼저기를 주 종목으로 정했다. 이후 2002년에 산시성 육상단에 입단했으며 2004년에 중국 국내 대회에 출전했다.
2021년 8월 일본 도쿄에서 열린 2020년 하계 올림픽에 참가했으며 77.03m를 기록해 은메달을 획득하였다.
2023년 9월 항저우에서 열린 2022년 아시안 게임에서 71.53m의 기록으로 금메달을 획득하였다.